# Eleccions generals malàisies de 2013
El 5 de maig de 2013 es van celebrar eleccions generals a Malàisia. Es va votar en les 222 circumscripcions electorals, cadascuna de les quals va elegir a un diputat per al Dewan Rakyat, la cambra baixa del Parlament. Aquest mateix dia també es van celebrar eleccions estatals en 505 circumscripcions de 12 dels 13 estats (excepte Sarawak). Les eleccions van ser les primeres des que Najib Razak es va convertir en primer ministre en 2009.
La coalició opositora de facto Pakatan Rakyat, liderada per Anwar Ibrahim, va obtenir la majoria dels vots, ja que els seus tres partits membres van obtenir en conjunt el 50,9% dels sufragis. No obstant això, només van obtenir 89 dels 222 escons. L'actual aliança governant, Barisan Nasional, va rebre el 47,4% dels vots i va obtenir 133 escons, donant a Najib un segon mandat. Va ser la millor actuació de l'oposició enfront del Barisan Nasional i la primera vegada que aquest rebia menys de la meitat del vot popular.
Atès que el Barisan Nasional havia obtingut la majoria malgrat rebre menys vots que l'oposició, les eleccions van ser seguides de protestes i acusacions de gerrymandering.